# Caesalpinia spinosa

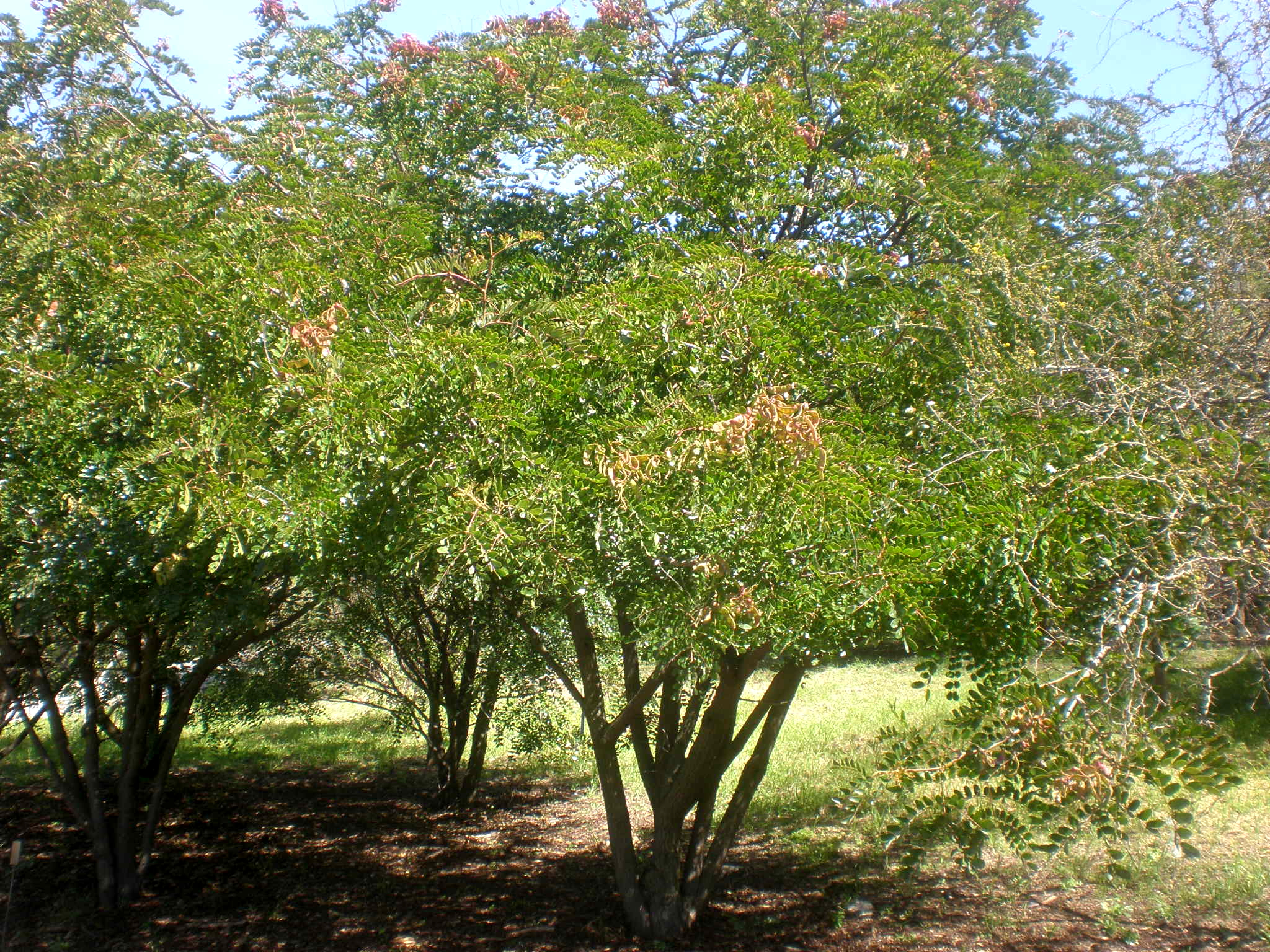
La especie C. spinosa se caracteriza tener una fisonomía de un árbol pequeño llegando al alcanzar 12m de altura si las condiciones ambientales son óptimas.

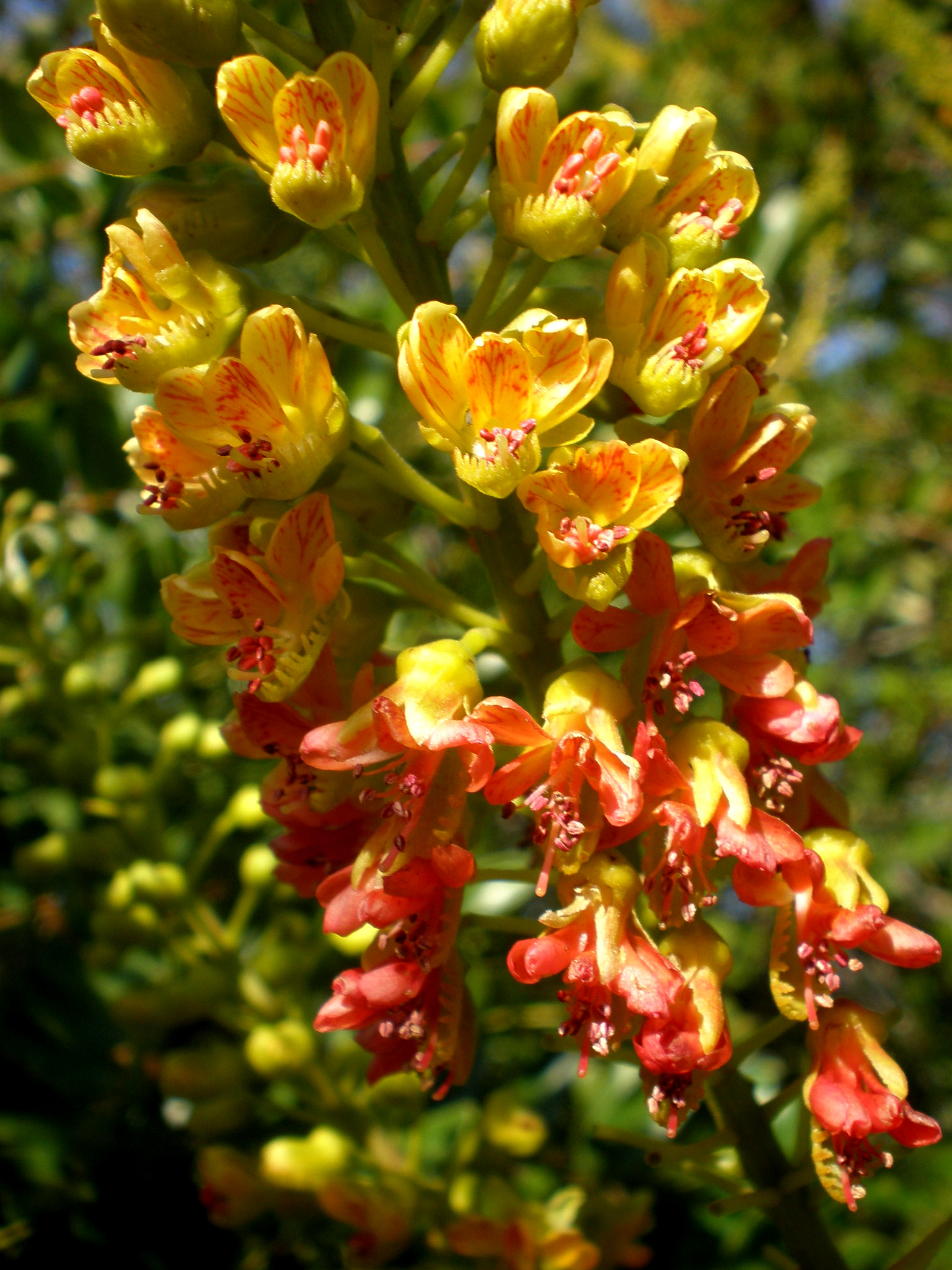
Inflorescencia del árbol.

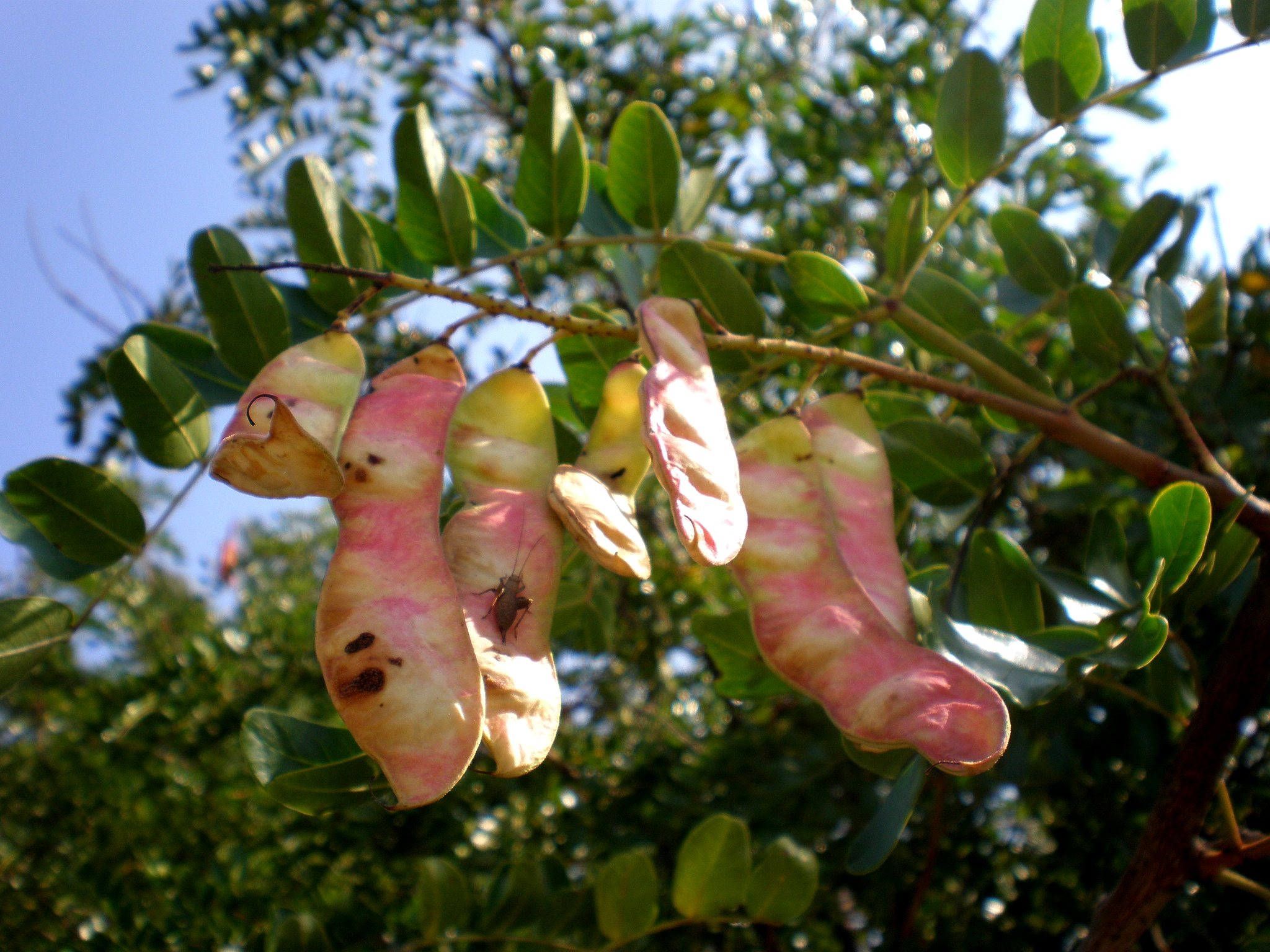
Vainas tiernas de C. spinosa.

Caesalpinia spinosa, comúnmente conocida como Tara o Guarango, es una leguminosa de porte arbóreo o arbustivo natural del Perú, Ecuador, Colombia y Chile. C. spinosa es cultivada como fuente de taninos, forraje para animales y como planta ornamental debido a sus coloridas flores e inflorescencias. C. spinosa se encuentra en la familia de las Fabaceae. Se distribuye en el norte de América del Sur y de África.

## Descripción
C. spinosa Alcanza un tamaño de 2-5 m de altura, su corteza es de color gris oscuro, con espinas dispersas y ramas peludas. Las hojas son alternas, de hoja perenne, que carecen de estípulas , bipinnadas , y que carecen de  glándulas peciolares. Las hojas se componen de 3 a 10 pares de foliolos primarios de 8 cm de largo y 5-7 pares de folíolos elípticos subsésiles secundarios, cada uno de aproximadamente 1,5 a 4 cm de largo. Las inflorescencias son terminales de 15-20 cm de largo en racimos con muchas flores y cubierto de pelos diminutos. Las flores son de color amarillo a naranja con pétalos de 6-7 mm , el sépalo más bajo tiene forma de barco con muchos dientes marginales; los estambres son de color amarillo, irregular de longitud y apenas sobresale. El fruto es una superficie plana, oblonga indehiscente de unos 6-12 cm de largo y 2,5 cm de ancho, conteniendo 4-7 semillas negras, redondas, y que enrojecen cuando están maduras.

## Distribución geográfica
El Perú es el mayor productor de tara en el mundo, con el 80% de la producción mundial. La producción es básicamente de bosques naturales y, en algunas zonas, de parcelas agroforestales. En este sentido Perú es el país de los Andes que tiene mayor área con bosques de tara, seguido muy de lejos por Bolivia, Chile, Ecuador y Colombia. Se distribuye entre los 4° y 32° S, abarcando diversas zonas áridas, en Venezuela, Colombia, Ecuador, Perú, Bolivia hasta el norte de Chile. En forma natural se presenta en lugares semiáridos con un promedio de 230 a 500 mm de lluvia anual. También se le observa en cercos o linderos, como árbol de sombra para los animales, dentro de cultivos de secano, y como ornamental.

## Taxonomía
Caesalpinia spinosa fue descrita por Molina como Poinciana y transferida por Kuntze  y publicado en Revisio Generum Plantarum 3(3): 54. 1898.
Etimología
Caesalpinia: nombre genérico que fue otorgado en honor del botánico italianoAndrea Cesalpino (1519-1603).
spinosa: epíteto latino que significa "con espinas".
Sinónimos:
- Caesalpinia pectinata Cav.
- Caesalpinia tara Ruiz & Pav.
- Caesalpinia tinctoria (Kunth) Benth. ex Reiche
- Coulteria tinctoria Kunth
- Poinciana spinosa Molina
- Tara spinosa (Molina) Britton & Rose[9]

## Importancia económica y cultural
El arilo y la testa de la semilla son comestibles.
Principios activos: contiene polisacáridos derivados de la manosa (mucílagos neutros). Galactomanano soluble con una relación galactosa-manosa intermedia entre la goma de algarroba y el guar.
Se obtiene por trituración del endospermo de las semillas.
Otros usos: Las vainas pulverizadas se usan por sus propiedades curtientes.

## Nombres comunes
- Castellano: Tara, taya, algarroba tanino (Perú), goma del Perú, goma tara, huarango;[10] vainillo, vinillo, guarango, campeche (Ecuador); Divi divi, cuica, serrano (Colombia);[11] Brasil de Popayán, brasilete de Cuba, dividiri de Popayán, palo brasil de Popayán, tara de Chile[12]